# Jednota proletářské tělovýchovy Kukleny
Jednota proletářské tělovýchovy Kukleny byla tělovýchovný spolek, který byl napojen na Komunistickou stranu Československa. Vznikl po rozkolu v Dělnické tělovýchovné jednotě a existoval od roku 1921 do roku 1938, kdy byl násilně rozpuštěn.

## Historie
V Kuklenách byla 3. května 1919 v hostinci Vinárna založena Dělnická tělovýchovná jednota, která čítala ke konci roku 1920 353 členů, dorostenců a žactva. Hned po zahájení činnosti přeložila jednota svoji místnost do hostince Na rychtě (k Zelinkům čp. 6). Zároveň byla požádána místní školní rada, aby jednotě propůjčila školní tělocvičnu, k čemuž také později došlo. 21. září 1919 byl založen pěvecký odbor, který byl v následujícím roce zrušen. 18. srpna 1920 byl při jednotě založen skautský oddíl. 28. října 1920 se konala I. tělocvičná akademie se všemi cvičícími odbory v sále u Zelinků.
Na přelomu let 1920 a 1921 došlo v DTJ jako ve spřízněné sociální demokracii k rozkolu. Ve členské schůzi 16. února 1921 byla přijata rezoluce proti vedení Svazu DTJ, proti psaní tělocvičného svazového časopisu, a žádala za účelem nápravy svolání mimořádného sjezdu Svazu DTJ. V celém tehdejším 9. okrese DTJ se většina jednot také stavěla proti ústřednímu vedení. Proto bylo celé okresní vedení a jednoty 8. dubna 1921 vyloučeny. Předsednictvo vyloučeného 9. okresu potvrdilo na své výborové schůzi 24. dubna 1921 rozdělení jednot do čtyř obvodů. Do I. obvodu byla zařazena i Kuklenská jednota, která většinou 53 proti 31 hlasům odmítla 20. dubna 1921 obnovit svou přihlášku do Svazu DTJ. Nesouhlasící členové (počtem 12) vytvořili odštěpnou skupinu, z níž byl 22. dubna založen nový tělocvičný spolek. Den předtím se dokonce několik těchto členů pokusilo ze školní tělocvičny odcizit tělocvičné nářadí, ale tomuto pokusu bylo zabráněno jinými členy. 25. dubna téhož roku byli všichni členové, kteří nesouhlasili s dosavadním postupem jednoty, vyloučeni. 6. května 1921 byli ze seznamu členstva vyškrtnuti další lidé. Od té doby nosila jednota název Federovaná dělnická tělocvičná jednota.
Kuklenská jednota se stala členem federace dělnických tělocvičných jednot. 22. června téhož roku byla přeložena spolková místnost do hostince u Moravců (čp. 2). 26. června 1921 se zúčastnilo 186 příslušníků jednoty dělnické spartakiády v Praze na Maninách. 10. července 1921 bylo konáno I. veřejné cvičení jednoty na nádvoří u Fuchsů čp. 51. V mimořádné valné hromadě 27. srpna 1921 byla usnesena změna stanov, jež však zemskou politickou správou nebyla přijata. V říjnu 1921 bylo kvůli mobilizaci proti Maďarsku přerušeno cvičení ve školní tělocvičně a spolková místnost byla přenesena na čas do hostince Plakvicova hotelu.
8. ledna 1922 došlo ke změně stanov a názvu na FDTJ Kukleny. Tato změna byla zemskou politickou správou v Praze schválena 27. ledna téhož roku. V listopadu 1921 byla navíc založena odbočka v Plačicích, která v následujícím roce zanikla. V únoru 1922 vznikla spolková knihovna, do níž členstvo během času zapůjčilo přes 200 knih.
Ustavující valné shromáždění (III. řádná valná hromada od založení spolku) konalo se dle nových stanov 26. března 1922. 5. srpna téhož roku jelo na II. Spartakiádu do Brna 55 místních členů. 4. listopadu 1922 FDTJ uspořádala slavnostní večer k výročí Velké říjnové socialistické revoluce. V březnu 1923 byla založena odbočka jednoty v Březhradě. V roce 1926 změnila svůj název na Federaci proletářské tělovýchovy. Dle statistiky z roku 1928 cvičilo v kuklenské jednotě 19 členů, 8 členek, 16 dorostenců, 14 dorostenek, 38 žáků a 19 žaček. 24. června 1928 se na hřišti SK Olympie v Kuklenách konala okresní spartakiáda Federativní proletářské tělovýchovy, což byla pro pořádající jednotu velká pochvala i výzva zároveň.
Dle § 8 vládního nařízení ze 23. prosince 1938 č. 355 Sb. z. a n. byla rozpuštěna Komunistická strana Československa. Následovala ji i JPT, stejně jako celá FDTJ. Byla donucena k rozejití se a její majetek byl zlikvidován.